# Nina Dudarova
Nina Alexandrovna Dudarova (en ruso: Нина Александровна Дударова; San Petersburgo, 1903 - Moscú, 1992) fue una poetisa, profesora, escritora y traductora rusa de etnia gitana. 

## Biografía
Nació en San Petersburgo. Su madre era gitana (cantante y bailarina en un coro gitano) y su padrastro ruso, ambos criaron a Dudarova como su propia hija.
Después de estudiar magisterio y pedagogía, en 1925 se unió a la entonces recién fundada Unión de Gitanos de toda Rusia en Moscú. Uno de los objetivos del sindicato era luchar contra el analfabetismo y por la formación de escuelas en lengua romaní. En 1926, se le encargó, junto con su colega poeta y traductor romaní Nikolai Pankov, que elaborara un alfabeto romaní.
La transcripción cirílica final de Dudarova y Pankov se basó en el dialecto del Ruska Roma. Hubo una gran cantidad de literatura romaní escrita en este alfabeto (más de 300 libros entre 1927 y 1938) que sin embargo, tuvo influencia en un círculo comparativamente limitado, principalmente en Moscú y varias ciudades de la URSS. Su trabajo duró hasta 1938 cuando la política oficial soviética sobre los romaníes pasó de tratarles como un pueblo separado que debería desarrollarse al integracionismo que les imponia a ser un elemento constitutivo de la sociedad soviética. En los primeros días de la Unión Soviética, se publicaron muchos manuales sobre el tema de la educación romaní para su uso no solo en las escuelas romaníes, sino también para la población romaní adulta analfabeta. El manual básico de Dudarova Nevo Drom: Bukvaryo Vash Bare Manushenge fue uno de los primeros.
Dudarova y Pankov fueron editores de la revista literaria y social Nevo Drom (Nuevo Camino) y participaron en la publicación de almanaques populares en los que Dudarova publicó poemas infantiles imbuidos de ideología socialista. En ese momento, también ayudó a traducir las obras de Alexander Pushkin al romaní y dirigió el club cultural y social Loly Cheren (Estrella Roja). Viajó por el país dando conferencias sobre educación, las supuestas fechorías de las religiones, la higiene y los derechos de la mujer.
Desde la década de 1930 enseñó romaní en el Teatro Romen de Moscú y trabajó como editora de literatura infantil. Después de la Segunda Guerra Mundial, la Unión Soviética renunció a todos los programas en romaní y Dudarova cayó en el anonimato.